# P-群

在數學中的群論中，給定一質數 {\displaystyle p} ，{\displaystyle p}-群是每個元素的階都是 {\displaystyle p} 的次方的一個群 {\displaystyle G} ；換言之，對每個 {\displaystyle G} 中的 {\displaystyle g} ，存在一個正整數 {\displaystyle n} 使得 {\displaystyle g} 的 {\displaystyle p^{n}} 次方等於單位元素， {\displaystyle g^{(p^{n})}=e} 而對小於 {\displaystyle p^{n}} 的其他正整數 {\displaystyle m} 則有 {\displaystyle g^{m}\neq e}。
若 {\displaystyle G} 有限，則上述定義等價於 {\displaystyle G} 的階為 {\displaystyle p} 的次方。有限 {\displaystyle p}-群的結構已被深入研究，其中一個使用類方程的標準結論為一個非平凡有限 {\displaystyle p}-群的中心不可能為一個平凡子群。一個 {\displaystyle p^{n}} 階的 {\displaystyle p}-群會包含著 {\displaystyle p^{i}} 階的子群，其中 {\displaystyle 0\leq i\leq n} 。更一般性地，每一個有限 {\displaystyle p}-群都會是冪零群，因而都是可解群。
有相同階的p-群不一定會互相同構；例如，循環群C4和克萊因四元群都是4階的2-群，但兩者並不同構。一個p-群不一定要是阿貝爾群；如8階的二面體群即為一個非可換2-群。（但每個p2階的群都會是可換的。）
以趨進的觀點來看，幾乎所有的有限群都會是p-群。實際上，幾乎所有的有限群都是2-群：2-群的同構類與其階至多為n之群的同構類的比例在當n趨進於無限大時會趨進於1。例如，其階至多為2000的所有不同的群會有99%為1024階的2-群。
每一個非當然有限群都會包括一個為非當然p-群之子群。詳述請見西洛定理。
無限群的例子，見普呂弗群。

## 性質
{\displaystyle p}-群中，所有元素的階都是有限的，因此{\displaystyle p}-群是週期群

## 另見
- 冪零群
- 西洛子群
- 普呂弗秩
- 超特別群